# Байле, Жан-Мишель
Жан-Мише́ль Байле́ (фр. Jean-Michel Baylet; род. 17 ноября 1946) — французский политический и государственный деятель, министр территориального развития, сельских районов и местных органов власти (2016—2017).

## Биография

### Ранние годы
Родился 17 ноября 1946 года в Тулузе, получил высшее юридическое образование в местном университете.
В 1971 году начал журналистскую карьеру, в 1975 году возглавил издание «La Dépêche du Midi».

### Начало политической карьеры
В 1973 году стал одним из инициаторов создания Движения левых радикалов (Mouvement des radicaux de gauche), в 1983—1985 возглавлял его.
В 1977 году избран мэром Валанса в департаменте Тарн и Гаронна.
С 1978 по 1984 год — депутат Национального собрания Франции от 2-го округа департамента Тарн и Гаронна.
С 1984 по 1986 год являлся статс-секретарём по внешним связям в Министерстве иностранных дел Франции.
В 1985 году избран председателем генерального совета департамента Тарн и Гаронна.

### Сенатор
28 сентября 1986 года избран сенатором Франции от департамента Тарн и Гаронна, 16 июня 1988 года сдал мандат ввиду избрания депутатом Национального собрания Франции.
В 1988 году избран депутатом Национального собрания, но отказался от мандата.
С 1988 по 1990 год являлся статс-секретарём по вопросам местного самоуправления и затем до 1993 года занимал должность младшего министра по туризму.
В 1994 году Движение левых радикалов реорганизовано в Радикальную партию, в 1995 — в Радикально-социалистическую партию, в 1998 — в Радикальную левую партию.
24 сентября 1995 года вновь избран сенатором Франции от департамента Тарн и Гаронна.
С 1996 по 2016 год Байле являлся председателем РЛП.
В ходе избирательной кампании 2012 года выступал с инициативой объединения усилий с партией «Экологическое поколение». Поддерживает Социалистическую партию в вопросе легализации однополых браков, а также выступает в поддержку права на добровольную эвтаназию, за декриминализацию использования каннабиса, объединение подоходного налога и всеобщего взноса на социальное страхование (CSG), сокращение рабочего времени и совместный с социалистами проект создания 300 тыс. «рабочих мест будущего».
28 сентября 2014 года проиграл перевыборы и уступил кресло сенатора Франции от департамента Тарн и Гаронна республиканцу Франсуа Бономму.
В 2015 году проиграл перевыборы и лишился должности председателя генерального совета департамента Тарн и Гаронна.

### Министр социалистических правительств
11 февраля 2016 года получил портфель министра территориального развития, сельских районов и местных органов власти в правительстве Вальса. 17 февраля, будучи генеральным директором группы La Dépêche и владельцем газеты La Dépêche du Midi, назначил своей преемницей бывшую жену Мари-Франс Маршан-Байле.
11 октября 2016 года, в ходе ответов Байле на вопросы депутатов в заседании Национального собрания, депутат Изабель Аттар обвинила его в том, что 11 февраля 2002 года он, будучи сенатором, применил насилие в отношении своей парламентской помощницы и выгнал её обнажённой из своего дома на улицу, принуждая к увольнению. Байле немедленно опроверг все обвинения и 28 октября 2016 года подал в суд иск против Аттар по обвинению в диффамации.
6 декабря 2016 года сохранил прежний министерский портфель в сформированном после отставки Мануэля Вальса правительстве Бернара Казнёва.
В ходе президентской предвыборной кампании 2017 года поддержал кандидатуру Эмманюэля Макрона.
17 мая 2017 года сформировано правительство Эдуара Филиппа, в котором портфель министра сплочения территорий достался Ришару Феррану, а Байле не получил никакого назначения.

### Возвращение в Валанс
23 мая 2020 года абсолютным большинством голосов депутатов муниципального совета Валанса (23 против 6) вновь избран мэром города, сменив мэра Жака Буске, который занимал эту должность с 2001 года, когда её освободил сам Байле.

## Семья
Жан-Мишель Байле — сын депутата Национального собрания Жана Байле, скончавшегося в 1959 году, и Эвелин Байле, которая стала первой женщиной — председателем генерального совета департамента во Франции (умерла в 2014 году в возрасте 101 года).